# صوفي جينجمبر أندرسون
كانت صوفي جينجمبر أندرسون (1823- 10 مارس 1903) رسامة فيكتورية بريطانية فرنسية المولد نشطت في أمريكا أيضًا لفترات طويلة. تخصصت في اللوحات النوعية للأطفال والنساء، عادة في المناطق الريفية. بدأت حياتها المهنية بالطباعة الحجرية ورسم البورتريهات، وتعاونت مع والتر أندرسون في رسم بورتريهات الأساقفة الكنسيين الأمريكيين. كان عملها إلين، أول عملية شراء لمجموعة عامة لفنانة. بيعت لوحتها لا مشي اليوم بأكثر من مليون جنيه استرليني.

## نشأتها
وُلدت أندرسون في باريس، ابنةً لتشارلز أنتوان كولومب جينجمبر، وهو معماري وفنان فرنسي، وزوجته الإنجليزية ماريان فيري (1799- 1883)، وهي إحدى بنات جون فيري الأب (1766- 1826) وزوجته سوفيا هوبرت (1770- 1830). تزوجا في كنيسة سانت بانكراس بلندن يوم 12 أبريل 1818.
وُلد والدها في 1790 وبدأ العمل بصفة مهندس معماري بسن التاسعة عشرة. عمل في المقام الأول بتفويضات للبلدية، مثل دار سك العملة بمدينة كاسيل، والتي صممها وبناها عندما كان في التاسعة عشرة من عمره. أُصيب خلال ثورة يوليو 1830 في نفس اليوم الذي وُلد فيه ابنه فيليب. ذهبت العائلة بعد ذلك إلى لندن، حيث عمل جينجمبر مهندسًا معماريًا لدى شارل فورييه. عاد إلى فرنسا وواصل عمله في الهندسة المعمارية، وصمم المدارس العامة في جميع أنحاء فرنسا. انتقلت العائلة إلى أمريكا واعتمدت لقب هوبرت بسبب صعوبة نطق الناس اسمها الفرنسي. بعد الانتقال إلى سينسيناتي بأوهايو، استقر في مانشستر ببنسلفانيا. بحلول عام 1863، كان قد صمم قاعة مدينة أليغيني «للصالح العام». توقف عن التحدث باللغة الإنجليزية احتجاجًا بعد أن عُرضت عليه حصة من تكاليف البناء المتضخمة.
عاشت عائلة جينجمبر في باريس في السنوات الأولى من حياة سوفي، حيث تعرف والدها على فنانين ومثقفين وممثلين، بما في ذلك فرانسوا جوزيف تالما. أجبرت الظروف العائلة على مغادرة باريس والعيش في «منطقة نائية بفرنسا» من 1829 إلى 1843. في عمر السابعة عشرة، نمّت اهتمامًا بالفن عندما زار رسّام بورتريه رحالة بلدتها.
كان لها شقيقان هما فيليب وهنري. غير أخوها فيليب اسمه إلى فيليب هوبرت، مستخدمًا اسم جدته قبل زواجها وكان مهندسًا معماريًا ناجحًا في مدينة نيويورك. علمت نفسها الفن إلى درجة كبيرة، لكنها درست لفترة وجيزة رسم البورتريه مع شارل دو ستوبين في نحو عام 1843، عندما عاشت مع أصدقاء العائلة في باريس. وبعد فترة قصيرة من بدء دراستها، غادر إلى روسيا ولم يعد خلال السنة المخصصة لدراساتها. طورت علاقات مع فنانات أخريات في المدرسة حيث تلقت بعض التوجيه الإضافي.